# Eierwurf von Halle

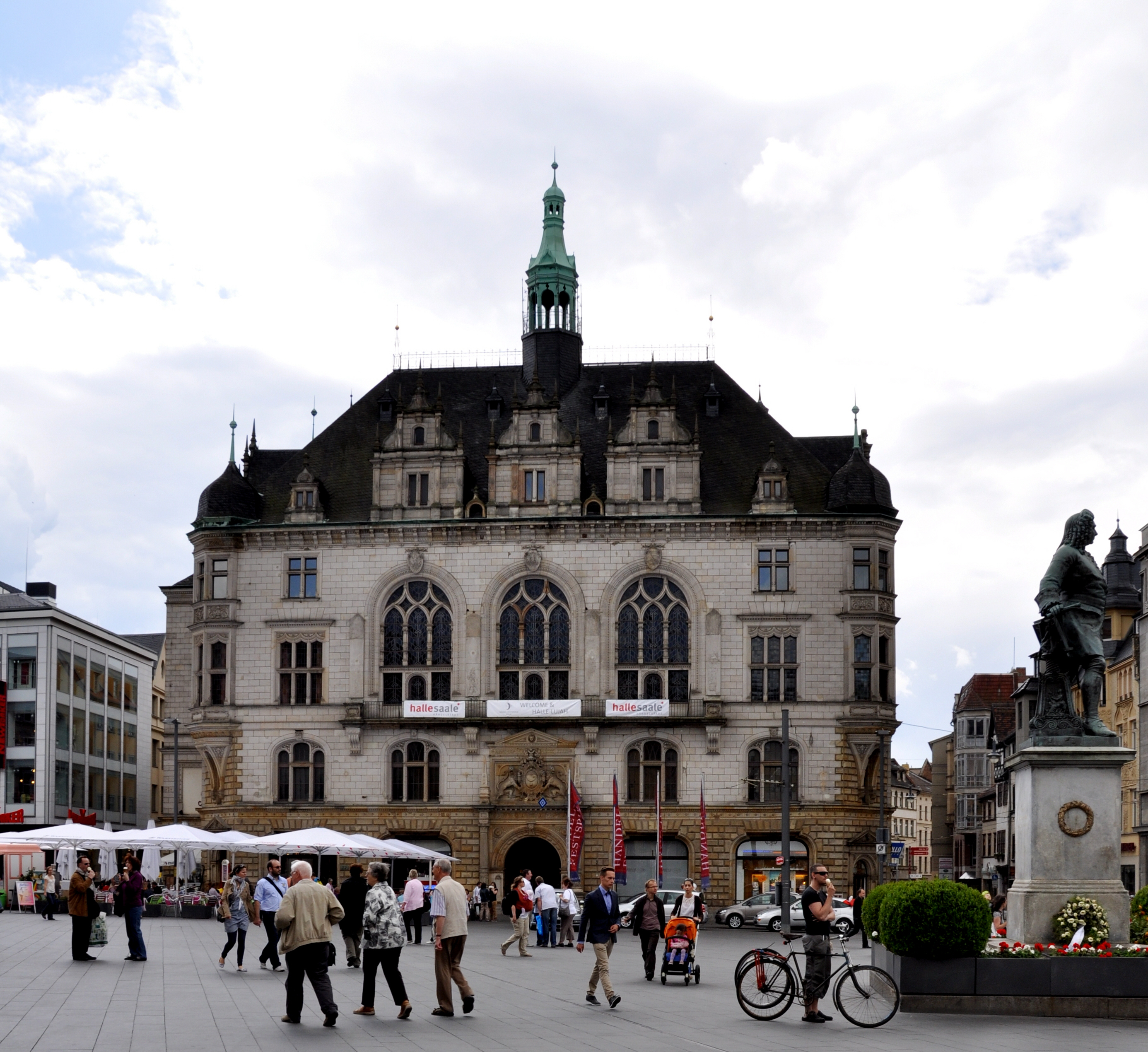
Platz vor dem Stadthaus (2012)

Als Eierwurf von Halle wird eine Protestaktion bezeichnet, bei der Demonstranten den damaligen deutschen Bundeskanzler Helmut Kohl am 10. Mai 1991 in der Stadt Halle (Saale) vor dem Stadthaus unter anderem mit Eiern bewarfen. Das Ereignis gilt vielen als symbolischer Wendepunkt für das Verhältnis zwischen dem „Wendekanzler“ Helmut Kohl und der ostdeutschen Bevölkerung.

## Hintergrund

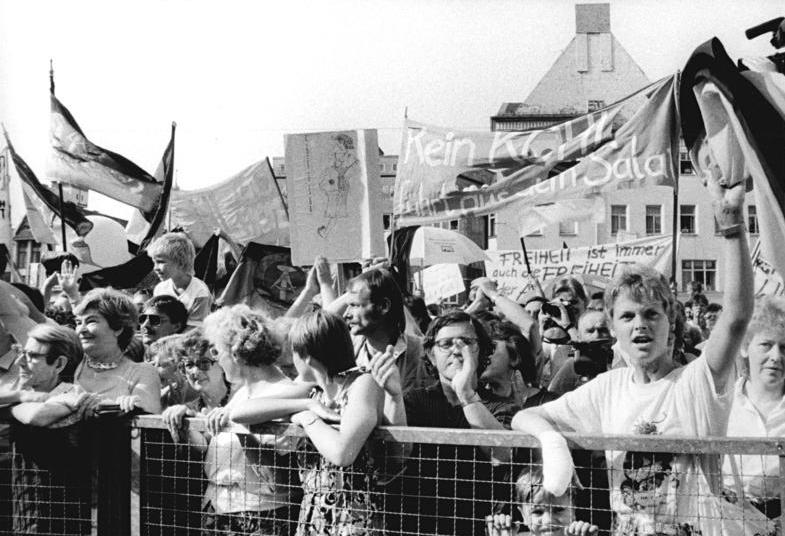
Kundgebung zum Problem der Lehrlingsausbildung mit Teilnahme von Lothar de Maizière und Helmut Kohl (Marktplatz, 28. August 1990)

Das öffentliche Bewerfen von Menschen mit Lebensmitteln, wie beispielsweise bei einem Tortenwurf, soll in der Regel das Opfer als Ausdruck des politischen Protests der Lächerlichkeit preisgeben.
Nach der Wende und dem Mauerfall prognostizierte der damalige Bundeskanzler Helmut Kohl die ökonomische Zukunftsperspektive für die neuen Bundesländer bildhaft als „blühende Landschaften“, was zunächst zu Begeisterung, später jedoch nach Betriebsstilllegungen und zunehmender Arbeitslosigkeit verstärkt zu Frustration unter der ostdeutschen Bevölkerung führte. Die Stimmung kippte, als der Bundestag im Frühjahr 1991 den Solidaritätszuschlag auf Lohn-, Einkommen- und Körperschaftsteuer einführte; außerdem wurden die Mineralölsteuer und die Versicherungssteuer erhöht, ebenso die Post- und Telefongebühren. Daraufhin begannen die Leipziger Montagsdemonstrationen von neuem, der Ton in der Presse wurde schärfer. Die Leipziger Volkszeitung etwa warf Kohl den „größten Wahlbetrug in der bundesdeutschen Geschichte“ vor: „Er hat Chamganger gepredigt und verfaultes Wasser ausgeschenkt“.
Kohl entschloss sich zu einer Reise durch die neuen Länder, um sich ein Bild von der Lage zu machen. Bereits bei einem Besuch Anfang April 1991 in Erfurt wurden Eier in seine Richtung geworfen, die ihn allerdings nicht trafen. Auf seiner Rundreise im Mai besuchte er zunächst die Buna-Werke, um dort für deren Erhalt zu sprechen, fuhr anschließend nach Bitterfeld und zuletzt zu einem Informationsaufenthalt nach Halle.

## Ablauf der Ereignisse
Auf dem Weg vom Ratshof zum Stadthaus wurde Helmut Kohl von mehreren hundert Menschen empfangen. Er ging auf einige der Anwesenden zu und schüttelte ihnen die Hände. Dabei waren Pfiffe und Buhrufe sowie ein Sprechchor, der wiederholt „Lügner, Lügner“ rief, zu hören. Einige Dutzend junger Demonstranten hinter einem Absperrgitter begannen Feuerwerkskörper zu zünden und den Bundeskanzler mit Eiern, Tomaten und Farbbeuteln zu bewerfen und trafen ihn am Kopf und auf dem Anzug. Kohl rannte daraufhin auf die Personen zu und versuchte, einen von ihnen am Kragen zu packen. Die anwesenden Polizisten waren überfordert, weswegen seine Personenschützer begannen, Kohl von der Menge zu trennen, die ihn weiterhin bewarf. Unter den Werfern befand sich der damalige stellvertretende Vorsitzende der Jusos in Halle und 21-jährige Jurastudent Matthias Schipke, der währenddessen auf den Schultern eines anderen Demonstranten saß und eine Juso-Fahne in der Hand hielt.
Direkt im Anschluss an die Rangelei ging Kohl auf andere Besucher zu, die sich ebenfalls hinter dem Absperrgitter befanden, um ihnen die Hände zu schütteln. Nach der Veranstaltung verließ er das Gebäude unter Polizeischutz durch den Hinterausgang. Schipke wurde später auf Fernsehaufnahmen identifiziert und verhaftet, blieb jedoch straffrei, da der Bundeskanzler keine Anzeige erstattete.

## Reaktionen
Helmut Kohl kritisierte nach dem Ereignis die Sicherheitslage als „miserabel“ und gab dem damaligen Innenminister von Sachsen-Anhalt Wolfgang Braun eine Mitschuld. Diesem und der Polizei Sachsen-Anhalt wurde ein unzureichendes Sicherheitskonzept vorgeworfen. Die Eierwerfer bezeichnete Kohl als „transportablen Pöbelhaufen“, der mit Halle nichts zu tun habe. Seine offensive Reaktion während der Würfe kommentierte er später einem Journalisten gegenüber mit den Worten: „Da ich nicht die Absicht habe, wenn jemand vor mir steht und mich bewirft, davonzulaufen, bin ich eben auf die zu und da stand ein Gitter dazwischen und das war von Nutzen – für wen habe ich nicht gesagt, das überlasse ich Ihnen.“ Kohl stand für dieses offensive Vorgehen in der Kritik. Der damalige Polizeiinspektor in Magdeburg Karl Lichtenberg machte den Bundeskanzler zudem mitverantwortlich für die Situation, da dieser entgegen dem Protokoll 60 Meter vor dem vorgesehenen Punkt aus dem Auto gestiegen sei, um der Menge entgegenzutreten. Der damalige Chef des Landeskriminalamts Sachsen-Anhalt Volker Limburg äußerte ebenfalls, dass Kohl sich damit nicht an das Sicherheitskonzept gehalten habe, was zu einem „Sicherheitsvakuum“ geführt habe, „bis die Kräfte umgelagert“ worden seien. Für Aufsehen sorgte auch die Tatsache, dass das Sicherheitspersonal, das den Kanzler eigentlich hatte beschützen sollen, zum Teil aus ehemaligen Stasi-Leuten bestand.
Schipke, der an der Protestaktion beteiligt war, gab später an, dass dies als Spaß geplant gewesen sei, und entschuldigte sich für die Tat: „Ich distanziere mich wirklich von meinem Verhalten. Ich möchte mich auch hier beim Kanzler Kohl dafür entschuldigen. Ich stehe voll dahinter, dass wir eine Kundgebung da gemacht haben. Aber nicht mehr von der Gewalt, die davon ausgegangen ist. Und Eierwerfen ist wahrscheinlich auch Gewalt.“ Später sagte er in einem Fernsehinterview, dass sich auch der Bundeskanzler für seine Versprechen hätte entschuldigen müssen, „die er nicht einhalten konnte oder nicht einhalten wollte“.
Die CDU verlangte von dem SPD-Parteichef Hans-Jochen Vogel eine Entschuldigung, die der jedoch ablehnte. Franz Müntefering verurteilte die Aktion als „extremistische Ausschreitungen“, zeigte jedoch Verständnis für die Frustration der Demonstranten, da Kohl bezüglich der Entwicklung der neuen Bundesländer nicht erfüllbare Illusionen geweckt habe, und bezeichnete dies als das eigentliche „dicke Ei“.
Der Vorsitzende der SPD-Fraktion im Landtag von Sachsen-Anhalt Reinhard Höppner kritisierte einen angeblich falschen Fokus bei der Berichterstattung: „Der wichtigste Schaden ist der, dass nach Halle nur noch über das Eierwerfen diskutiert worden ist. Über die Probleme, die wir hier haben, und um die es eigentlich geht, über die man auch intensiv hätte diskutieren und streiten müssen, die sind runtergefallen. Und damit sind die Menschen, die es betrifft, heruntergefallen.“
Schipke wurde von der SPD mit einem Parteiausschluss gedroht, er verließ die SPD allerdings freiwillig.

## Rezeption in Kunst und Satire
Fotos der Aktion wurden ab 1991 in einer Werbeanzeige der Zeitschrift Freitag mit dem Kohl-Zitat „Aufeinander zugehen“ verwendet. Der Liedermacher Gerhard Gundermann spielte in dem Lied Terminator II (RAF-Mix) auf dem 1992 veröffentlichten Album Einsame Spitze auf den Vorfall an: „Wir hoffen hier und auch in Halle / werden die Eier niemals alle.“
Zum 20. Jahrestag des Ereignisses inszenierte die Künstlerin Simone Schicke auf dem Marktplatz von Halle eine Kunstaktion, bei der etwa 200 Eier auf weiße Zielscheiben geworfen wurden. Der Künstler Guido Zimmermann stellte den Vorfall 2021 – 30 Jahre nach dem Ereignis – auf einem Wandbild in Hattingen-Blankenstein dar. Das ZDF Magazin Royale von Jan Böhmermann führte den Eierwurf von Halle in einer Sondersendung am 5. November 2021 als Musical auf. Dabei wurde Kohl von dem Prinzen-Sänger Sebastian Krumbiegel dargestellt.